# Czosnówka
Czosnówka es un pueblo ubicado en la gmina Biała Podlaska, distrito de Biała Podlaska, voivodato de Lublin, Polonia.

## Superficie
Cuenta con una superficie de 8,140 kilómetros cuadrados.

## Demografía
Hasta 2011 la población era de 705 habitantes, con una densidad de población de 86,61 habitantes por kilómetro cuadrado. Estaba conformada por 352 hombres (49,9%) y 353 mujeres (50,1%), según el censo de la Oficina Central de Estadística.